# Nam Phương Tiến
Nam Phương Tiến là một xã thuộc huyện Chương Mỹ, thành phố Hà Nội, Việt Nam.
Xã Nam Phương Tiến nằm ở phía Tây Nam của huyện Chương Mỹ, là một xã có diện tích đất tự nhiên là 1609,74 ha và cách trung tâm Hà Nội 35km về phía Nam. Phía Bắc giáp xã được bao bọc bởi con sông Bùi, giáp với xã Trung Hòa, Phía Đông giáp xã Hoàng Văn Thụ. Phía Tây giáp xã Tân Tiến và xã Hoàng Văn Thụ. Phía Nam giáp xã xã Liên Sơn huyện Lương Sơn, tỉnh Hòa Bình.
Xã có diện tích 20,54 km², dân số năm 2022 là 10.961 người, mật độ dân số đạt 533 người/km².
Xã có tổng số 2160 hộ với 11361 nhân khẩu. Trong đó, dân số trong độ tuổi lao động 6248 người chiếm gần 55% dân số. (năm 2020)
Xã Nam Phương Tiến có 9 thôn: Nhân Lý, Hạnh Bồ, Nam Hài, Hạnh Côn, Nam Sơn, Đồi Mít, Đông Nam, Đồi Miễu, Núi Bé.